# Religieuze minderheden in Italië
De overgrote meerderheid van de Italianen is rooms-katholiek. Nadat dit in 1984 de status van staatsgodsdienst verloor, is het aantal religieuze minderheden toegenomen. Dit is vooral een gevolg van de toename van het aantal immigranten, en in mindere mate van heroriëntatie onder autochtone Italianen. Uit een onderzoek uit het jaar 2008 bleek dat bijna 3,5 miljoen van de ingezetenen van Italië zichzelf onder een van de verschillende religieuze minderheden schaarde. Dat was 5,87% van de Italiaanse bevolking. Hier komen de atheïsten en de agnosten nog bij. De Unione degli Atei e degli Agnostici razionalistici is de officiële Italiaanse organisatie voor atheïsten en agnosten. De Italiaanse Unie voor Rationele Atheïsten en Agnosten had in 2008 2767 leden.

## Statistiek
Een onderzoek uit 2008 gaf de volgende verdeling weer van niet rooms-katholieke inwoners van Italië:
|                                                     | Italiaanse staatsburgers | Immigranten | Totaal    |
| --------------------------------------------------- | ------------------------ | ----------- | --------- |
| "randkatholieken" en dissidente katholieken         | 20.000                   |             | 20.000    |
| orthodoxen                                          | 57.000                   | 836.000     | 893.000   |
| protestanten                                        | 409.000                  | 180.000     | 598.000   |
| Jehova's Getuigen en daarbij aangeslotenen          | 400.000                  | 15.000      | 415.000   |
| andere groepen van christelijke oorsprong           | 26.000                   | 52.200      | 78.200    |
| joden                                               | 29.000                   | 7.000       | 36.000    |
| moslims                                             | 40.000                   | 1.253.400   | 1.293.400 |
| Bahá'i en andere groepen van islamitische oorsprong | 3.000                    |             | 3.000     |
| hindoes en neo-hindoes                              | 18.000                   | 45.000      | 63.000    |
| boeddhisten                                         | 107.000                  | 37.000      | 144.000   |
| aanhangers van Osho en daarvan afgeleide groepen    | 4.000                    |             | 4.000     |
| Sikh, radhasoami en afgeleiden                      | 2.500                    | 15.000      | 17.500    |
| andere groepen van oosterse oorsprong               | 1.000                    |             | 1.000     |
| nieuwe Japanse religies                             | 2.500                    |             | 2.500     |
| esoterici en "ancient wisdom"                       | 13.500                   |             | 13.500    |
| bewegingen van het menselijk potentieel             | 20.000                   |             | 20.000    |
| georganiseerde New Age- en Next Agebewegingen       | 20.000                   |             | 20.000    |
| andere van oosterse en Afrikaanse oorsprong         |                          | 30.000      | 30.000    |
| andere                                              | 5.000                    | 3.500       | 8.500     |
| totaal                                              | 1.178.000                | 2.321.000   | 3.499.900 |

## Christendom
Vrijwel de gehele Italiaanse bevolking, namelijk ongeveer 90%, behoort officieel tot de Rooms-Katholieke Kerk. Andere christelijke religies die in Italië voorkomen zijn bijvoorbeeld oosters-orthodoxen, protestanten en Jehova's getuigen. Deze stromingen zijn weer onder te verdelen in kleinere kerken of genootschappen.
In 2008 telde Italië een kleine 900.000 orthodoxen. Het merendeel hiervan is immigrant. Ongeveer 600.000 Italianen zijn protestant (hiervan is ongeveer twee derde autochtoon). Daarnaast telt Italië ruim 400.000 Jehova's getuigen.
Voor overige aantallen zie de tabel van Cesnur.
Het protestantisme heeft een 800-jarige geschiedenis in Italië. 's Werelds oudste protestantse kerk, de waldenzen (Chiesa Valdese), vond haar oorsprong in Noord-Italië, maar werd eeuwenlang zwaar vervolgd. Italiaanse bisschoppen hebben hier in 1997 officieel hun excuses voor aangeboden. Deze kerk werd in 1947 bij wet erkend.  
Tegenwoordig is het grootste deel van de protestanten in Italië lid van een pinkstergemeente. Andere protestantse kerken in Italië zijn bijvoorbeeld lutheranen (met name van de Duits sprekende gemeenschappen in Zuid-Tirol), methodisten en baptisten. Samen vormen ze de Bond van Protestantse Kerken. Tevens kent Italië een groep van ongeveer 22.000 mormonen.

## Onderverdeling protestantisme
De groep protestanten in Italië is relatief klein en kent redelijk verdeelde opvattingen. Zo bestaat er een kloof tussen de groeiende pinkstermeerderheid en de niet-pinkster minderheid. Wanneer er nieuwe kerken ontstaan, is dit vaker door onenigheden dan door strategische kerkplannen. Hierdoor zijn er in Italië veel kleine kerken en genootschappen te vinden.
Het protestantisme in Italië is als volgt onder te verdelen:

### Eerste protestantisme
- Waldenzische Kerk (Chiesa Valdese); zie ook: waldenzen
- Lutheranen (Chiese luterane)
- Gereformeerden (Chiese riformate)
- Anglicanen (Comunione anglicana)

### Tweede protestantisme
- Baptisten (Chiese battiste)
- Gereformeerde baptisten (battisti riformati)
- Methodisten (Chiese metodiste)

### Il Movimento di Restaurazione
- Kerk of discipelen van Christus

### Derde protestantisme
- Broederschappen
- Vrijgemaakte kerken
- Holinessbewegingen; bijvoorbeeld het Leger des Heils (l’Esercito della Salvezza)
- Diverse andere genootschappen

### Pinkstergemeenten(Il protestantismo pentecostale)
- Eerste golf (la prima ondata)
- Tweede golf (la seconda ondata)
- Derde golf (la terza ondata)

### Parachiesa
- Diverse (hulp-) instanties met een christelijke grondslag

### Radicaal protestantisme
- Anabaptisten/ mennonieten (ook wel doopsgezinden genoemd) (anabattisti/ mennoniti)
- Quakers/ Genootschap der Vrienden (quaccheri)
- Unitaristen (unitariani): zie ook Unitarisme

### Adventisten (Avventista)
- Zevendedagsadventisten
- Overige kleine genootschappen

## Jodendom
Het jodendom is de oudste religieuze groepering die ononderbroken op Italiaanse bodem aanwezig is geweest. In het hedendaagse Italiaanse jodendom zijn twee richtingen te onderscheiden:
- het liberaal jodendom (progressief of reformistisch), met als centrum de liberale synagoge Lev Chadash in Milaan[7]
- het seculiere jodendom, dat "niet-theïstische" of zelfs atheïstische Joden omvat; een aanspreekpunt is Keshet Vita e Cultura Ebraica.

## Islam en groepen van islamitische oorsprong

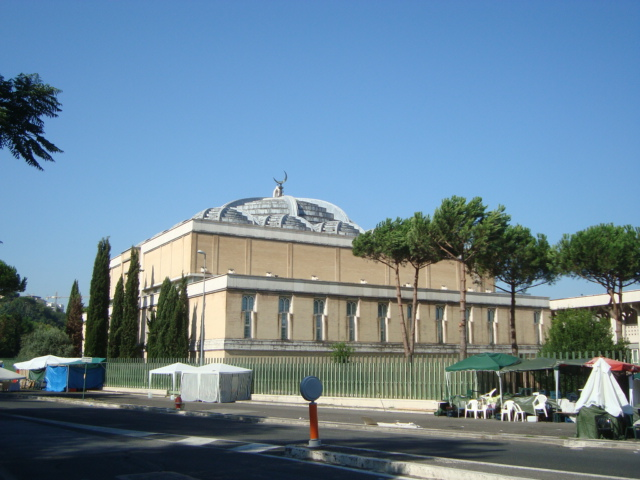
Grote moskee van Rome, geopend in 1995

In Italië zijn diverse islamitische en aanverwante groeperingen:
- Soennieten, in Italië vooral aanwezig sinds de jaren ’60 van de twintigste eeuw. Belangrijke organisaties zijn de Lega Musulmana Mondiale - Italia[8] en het Centro Islamico Culturale d'Italia.
- Sjiieten, dit betreft vooral in Italië woonachtige Iraniërs. Een aanspreekpunt is de Associazione Islamica Ahl-al-Bait in Napels.
- Soefi's, deze beweging kent geen centrale organisatie. Van diverse richtingen binnen het soefisme zijn vestigingen te vinden in Italië.
- Bahá'i, met als organisatie Assemblea Spirituale Nazionale dei Bahá'í d'Italia in Rome.[9]
- Subud, dit betreft vooral in Italië woonachtige Indonesiërs: Associazione Subud Italia in Florence.[10]

## Hindoeïsme en groeperingen van hindoeïstische origine
In Italië zijn diverse ashrams en yoga-centra. De voornaamste organisatie van hindoes is de Unione Induista Italiana (Sanatana Dharma Samgha) in Rome.

## Boeddhisme
Boeddhisten zijn in Italië vooral aanwezig sinds de jaren 60 van de twintigste eeuw. In 1960 werd in Florence de Associazione Buddhista Italiana gesticht, en vanaf 1967 verscheen het tijdschrift Buddhismo Scientifico. De centrale organisatie is de Unione Buddhista Italiana (U.B.I.) in Rome. In deze organisatie werken diverse stromingen binnen het Italiaanse boeddhisme samen.